# Skazani na siebie
Skazani na siebie (tytuł oryg. Stuck on You) – amerykańska tragikomedia filmowa z 2003 roku.

## Główne role
- Matt Damon – Bob Tenor
- Greg Kinnear – Walt Tenor
- Eva Mendes – April Mercedes
- Wen Yann Shih – May Fong
- Pat Crawford Brown – Mimmy
- Ray 'Rocket' Valliere – Rocket
- Tommy Songin – Tommy
- Terence Bernie Hines – Moe Neary
- Cher – Cher/Honey
- Jackie Flynn – Howard
- Seymour Cassel – Morty O’Reilly